# Léon Massaux
Pour les articles homonymes, voir Massaux.
Léon Charles Massaux, né à Gand le 21 mars 1845 et mort à Ixelles le 3 février 1926, est un peintre belge, spécialisé dans les paysages, les animaux et les scènes de genres, de même qu'un officier de carrière. 

## Biographie

### Famille et formation
Né à Gand le 21 mars 1845, Léon (Leon Carolus Ludovicus Albertus) Massaux est le fils de Louis Joseph Massaux (1805-1855), capitaine de régiment, et de Marie Elisabeth Debêche. Officier (alors lieutenant au douzième régiment d'infanterie de ligne) de l'armée belge, Léon Massaux épouse à Bruxelles le 14 octobre 1876 Françoise Lucie Emma Du Jeux, née à Saint-Josse-ten-Noode le 14 novembre 1848.
Il est l'élève du peintre animalier Alfred Verwée et devient, comme lui, peintre pleinairiste. La première toile connue de lui est intituléé Vaches au pré, près de l'eau datée de 1876.

### Carrière

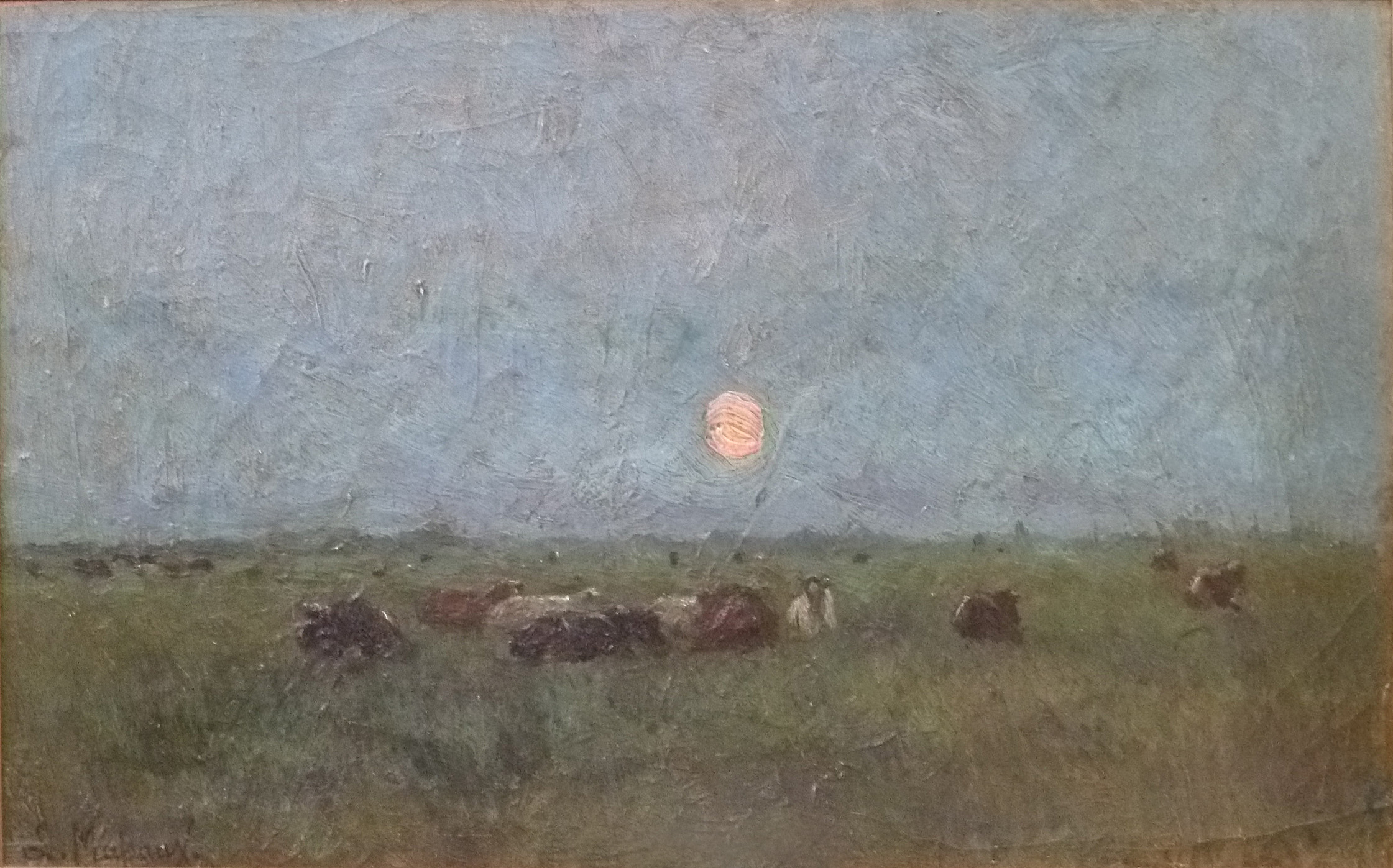
Paysage avec un troupeau.

Léon Massaux, officier de carrière de l'armée belge, exerce parallèlement son art en Flandre, à Bruxelles et à Paris. Il est membre de l'association bruxelloise des plasticiens L'Union des Arts (1876-1885). Les expositions de cette association n'ayant pas obtenu beaucoup de succès, il devient membre de l'association bruxelloise Voorwaarts (1885-1893), où il expose au moins au Salon de 1886-1887 et en 1891,. 
Léon Massaux participe à sa première exposition triennale belge au Salon de Gand de 1883. Il reçoit une médaille de troisième classe au Salon de Paris en 1890 pour sa toile Soir dans les Polders. En 1892, il expose à Munich, où il obtient une médaille d'or. D'autre part, il est membre depuis au moins 1888, de la Société royale zoologique et malacologique de Belgique.
Le 31 décembre 1893, capitaine commandant du 11e régiment de ligne et détaché à l'institut cartographique militaire, Léon Massaux est nommé maître de dessin de la figure et du paysage à l'École royale militaire.
Léon Massaux, major retraité, meurt, à l'âge de 80 ans, le 3 février 1926 à Ixelles.

## Œuvres

### Collections muséales

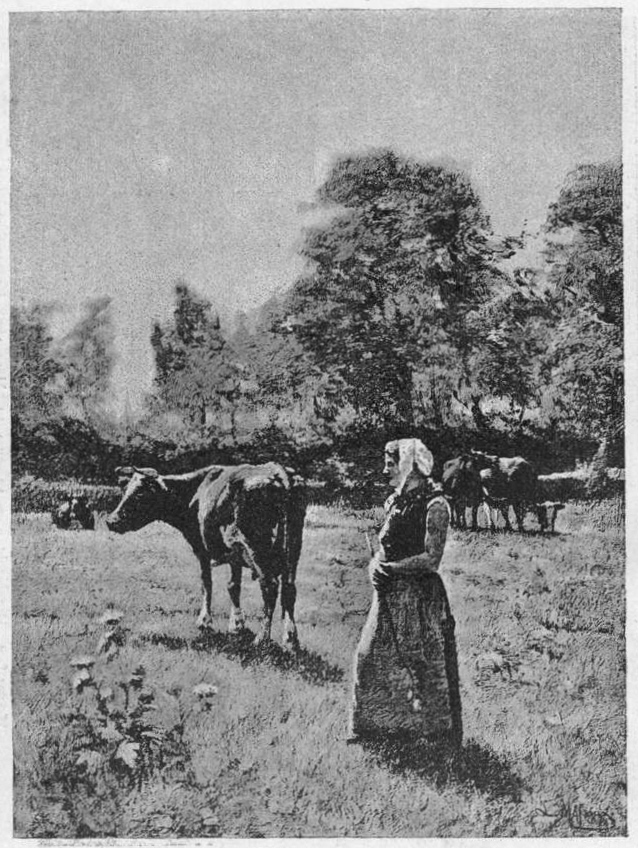
Au pâturage (1890), conservé au Palais des glaces de Munich, puis à la Neue Pinakothek.

Beaucoup de ses tableaux sont encore entre des mains privées et sont régulièrement vendus aux enchères d'art. Cependant, quelques-unes de ses œuvres sont conservées dans les musées à Bruxelles, tel Soir dans les Polders, transféré en 1922 à la Chambre des représentants. Une toile Au pâturage figure dans les collections de la Neue Pinakothek de Munich.

### Expositions
- Salon de Gand de 1883 (XXXII) : Vaches au repos[7].
- Exposition universelle de 1885 à Anvers : Vaches au repos sur les bords de l'Escaut[11].
- Salon du Voorwaarts de 1886-1887 (I) : Pâturage, effet de matin, Vue des bords de l'Escaut[5].
- Salon de Bruxelles de 1890 : Soir dans les Polders[6]
- Salon du Voorwaarts de 1891 (IV) : Soir dans les Polders, Matin dans les prairies, Dans la matinée[6].
- Exposition internationale au Palais des glaces de Munich en 1892 : Soir dans les Polders, Matin dans la prairie et Dans le jardin d'herbes aromatiques[8].
- Salon d'Anvers de 1894[12].
- Salon de Bruxelles de 1900 : Le Matin dans la prairie et Le Troupeau[13].
- Salon de la Société nationale des beaux-arts à Paris en 1904[14].